# يوسوك أويدا
يوسوك أويدا (باليابانية: 上田祐輔؛ بالكانا: ウエダ ユウスケ) هو لاعب كرة قدم ياباني في مركز الهجوم، ولد في 20 أكتوبر 1990 في شيزوكا في اليابان. لعب مع نادي ألبيريكس نيغاتا.